# Bloodred Massacre
Bloodred Massacre è il quarto album della band death metal tedesca Fleshcrawl, pubblicato nel 1997 dalla Black Mark Production.

## Tracce
1. Hellspawn – 3:51
2. Dark Dimension – 4:39
3. Bloodred Massacre – 3:43
4. Awaiting the End – 5:21
5. The Messenger – 3:04
6. Through the Veil of Dawn – 2:58
7. Necrophiliac (Slayer cover) – 3:41
8. Beyond Belief – 5:08
9. Slaughter at Dawn – 1:30

## Formazione
- Sven Gross - voce
- Mike Hanus - chitarra, basso
- Stefan Hanus - chitarra
- Bastian Herzog - batteria